# Paris–Valenciennes
Paris–Valenciennes var ett franskt endagslopp i landsvägscykling som gick från Paris till Valenciennes. Två upplagor kördes 1903 och 1905, därefter återupplivades det 1925. Sista upplagan gick 1963.

## Podieplaceringar
| År   | Vinnare              | Tvåa                  | Trea                  |
| ---- | -------------------- | --------------------- | --------------------- |
| 1903 | Emile Pagie          | Hippolyte Aucouturier | Claude Chapperon      |
| 1905 | Louis Trousselier    | Augustin Ringeval     | Édouard Wattelier     |
| 1925 | Florent Vandenberghe | Henri Dejaegher       | Félix Goethals        |
| 1931 | Henri Deudon         | Alfons Ghesquière     | Léopold Roosemont     |
| 1932 | Émile Bruneau        | Jérôme Declercq       | Michel Catteeuw       |
| 1933 | Émile Bruneau        | Rémy Verschaetse      | Achiel Dermaux        |
| 1934 | Julien Pore          | François Blin         | Henri Flamant         |
| 1935 | Jules Pyncket        | Maurice Van Hee       | Cyriel Van Overberghe |
| 1936 | René-Paul Corallini  | Arsene Duquesne       | Gaston Denys          |
| 1937 | André Defoort        | Raymond Hornes        | Marcel Van Houtte     |
| 1938 | André Defoort        | Alfons Ghesquière     | Maurice Raes          |
| 1939 | Maurice Raes         | Michel Hermie         | Jean Harmand          |
| 1946 | César Marcelak       | Étienne Tahon         | Camille Blanckaert    |
| 1947 | Frans Knaepkens      | Édouard Klabinski     | César Marcelak        |
| 1948 | Raymond Goussot      | Camille Danguillaume  | Lucien Le Guével      |
| 1949 | Louis Déprez         | Édouard Klabinski     | César Marcelak        |
| 1950 | Dominique Forlini    | Antoine Frankowsky    | Bernard Gauthier      |
| 1951 | César Marcelak       | Galliano Pividori     | Louis Déprez          |
| 1952 | Gilbert Scodeller    | Louis Déprez          | Jacques Renaud        |
| 1953 | Martin Van Geneugden | Louis Déprez          | Florent Rondelé       |
| 1954 | Gilbert Scodeller    | Raymond Guégan        | Pierre Barbotin       |
| 1955 | Jean Stablinski      | Édouard Klabinski     | Maurice Baele         |
| 1956 | Jean-Marie Cieleska  | Francis Siguenza      | Gilbert Scodeller     |
| 1957 | Michel Van Aerde     | Gilbert Scodeller     | Jean-Marie Cieleska   |
| 1958 | André Darrigade      | Jean Graczyk          | Maurice Lavigne       |
| 1959 | Jean-Claude Lefebvre | Orphée Meneghini      | Jean-Claude Annaert   |
| 1960 | Jo de Haan           | Joseph Schils         | Jean Gainche          |
| 1963 | Henri De Wolf        | Roger de Breuker      | Édouard Delberghe     |